# Granby Zoo
Koordinaten: 45° 25′ 0″ N, 72° 43′ 8″ W
Der Granby Zoo ist ein Zoo, der sich in Granby in der kanadischen Provinz Québec befindet. Er ist Mitglied der Canadian Association of Zoos and Aquariums (CAZA).

## Geschichte
Der Granby Zoo wurde vom ehemaligen Bürgermeister der Stadt Granby Pierre-Horace Boivin gegründet. Zusammen mit einigen Freunden siedelte er 1944 einige Tiere auf einem Stück Land an. Im Jahr 1953 wurde ein besser geeigneter Standort gefunden und der Zoo wurde offiziell auf die Granby Zoological Society übertragen, die das Management übernahm, den Umzug auf das neue Gelände abwickelte und für die weitere Entwicklung verantwortlich war. Zur 60-Jahr-Feier 2013 wurden einige Umbauten und Verbesserungen im Zoo vorgenommen. In den folgenden Jahren wurde er für mehrere Preise als bedeutende Touristenattraktion in Québec nominiert.

## Tierbestand und Anlagenbereiche
Im Granby Zoo werden im Durchschnitt 1800 Tiere in bis zu 230 Arten aus allen Kontinenten gehalten. Spezialabteilungen sind als Asia, Africa, Oceania, South America, Water Park und Amusement Park bezeichnet. Außerdem gibt es eine Animatronic Dinosaurier-Abteilung.

## Galerie

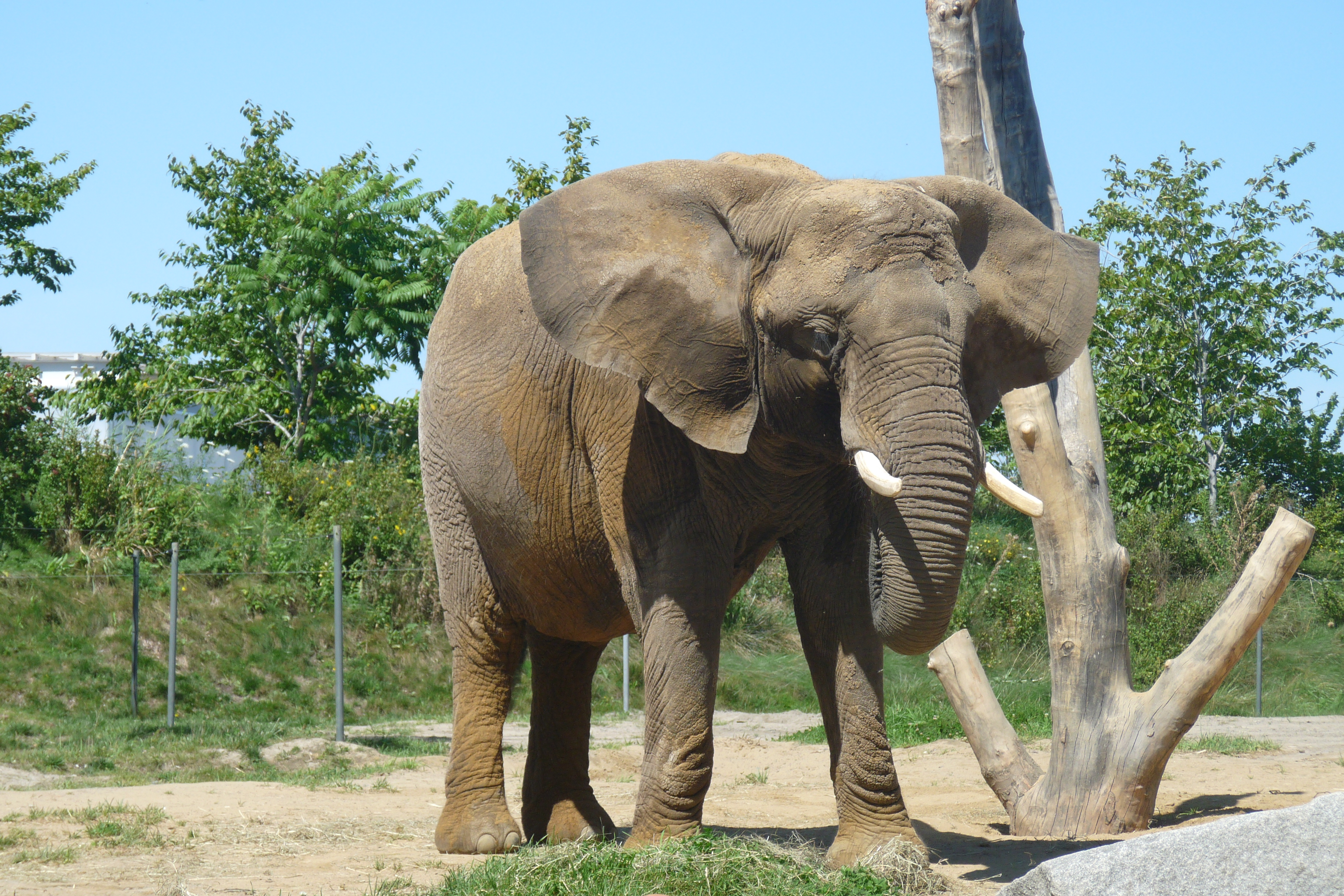
Afrikanischer Elefant (Loxodonta africana)
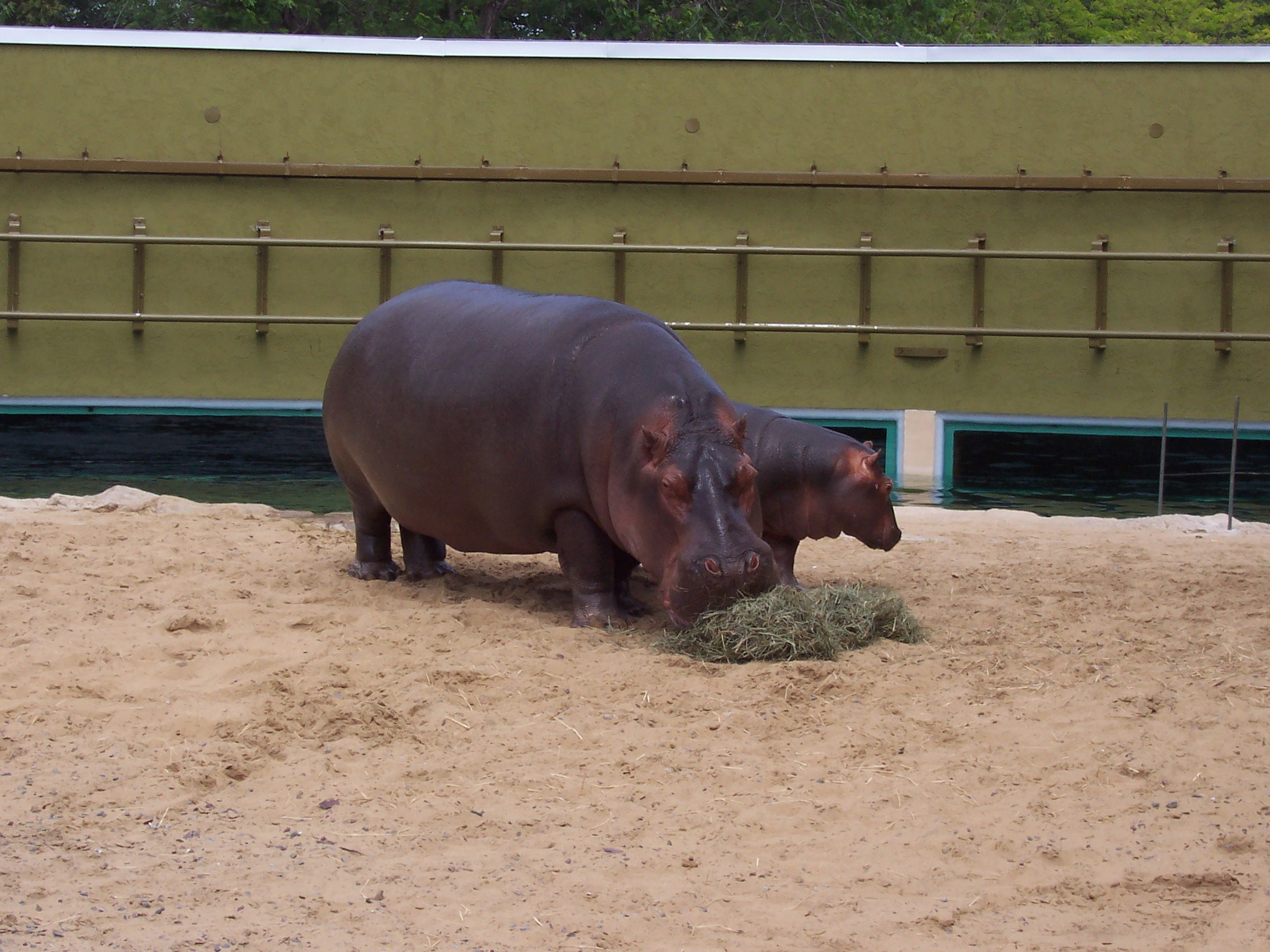
Flusspferde (Hippopotamus amphibius)
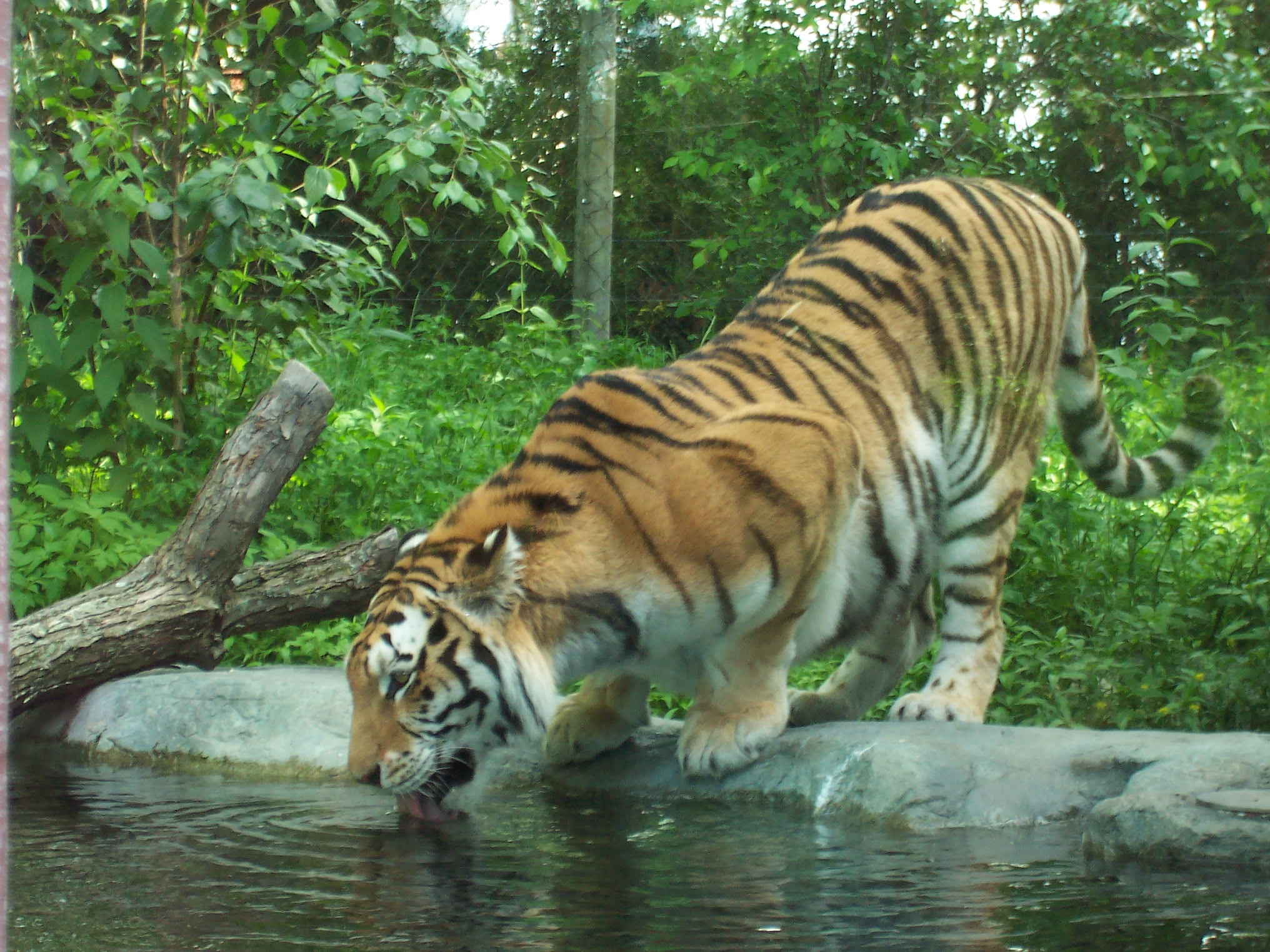
Sibirischer Tiger (Panthera tigris altaica)
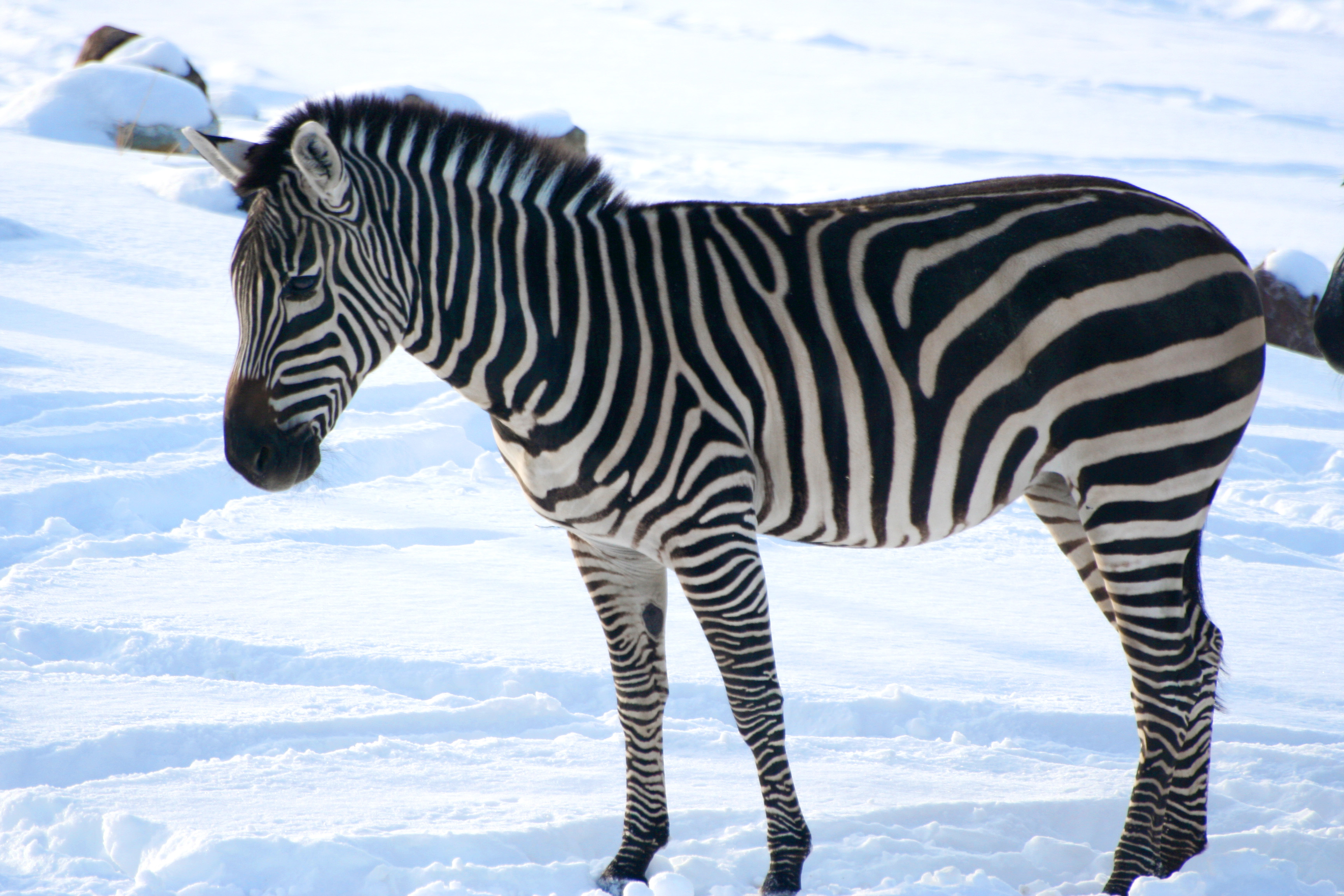
Steppenzebra (Equus quagga)

## Arterhaltungsprogramme
Der Granby Zoo unterstützt lokale Arterhaltungsprogramme. In Québec werden künstliche Schlaf- und Überwinterungsquartiere für Fledermäuse eingerichtet, die regelmäßig kontrolliert werden. Dabei wird im Besonderen darauf geachtet, ob sich das White-Nose-Syndrom bei den Tieren ausbreitet bzw. wie es bekämpft werden kann. Ein weiteres nationales Programm befasst sich mit der Dornrand-Weichschildkröte (Apalone spinifera), die zwar in den USA weit verbreitet ist, in Kanada jedoch nur sehr lokal im Süden von Québec lebt. Um den Lebensraum der Art zu erweitern, wurde vom Zoo Granby gemeinsam mit der Nature Conservancy of Canada (NCC) eine Landfläche südlich von Montreal angekauft.
Der Granby Zoo beteiligt sich zusammen mit verschiedenen internationalen Organisationen an ca. 20 weiteren Arterhaltungsprogrammen weltweit, die die Erforschung der Lebensbedingungen, den Schutz oder die Wiederansiedlung gefährdeter Arten zum Ziel haben.